# Бартолини, Доменико
Доменико Бартолини (итал. Domenico Bartolini; 16 мая 1813, Рим, Папская область — 2 октября 1887, Флоренция, королевство Италия) — итальянский куриальный кардинал. Секретарь Священной Конгрегации обрядов с 30 марта 1861 по 15 марта 1875. Префект Священной Конгрегации обрядов с 15 июля 1878 по 2 октября 1887. Секретарь меморандумов с 15 июля 1878 по 2 октября 1887. Камерленго Священной Коллегии Кардиналов с 15 января 1886 по 14 марта 1887. Кардинал-дьякон с 15 марта 1875, с титулярной диаконией Сан-Никола-ин-Карчере с 31 марта 1875 по 3 апреля 1876. Кардинал-священник с титулом церкви Сан-Марко с 3 апреля 1876.